# 阿雷勒
阿雷勒（法語：Arrelles，法語發音：[aʁɛl]）是法国奥布省的一个市镇，属于特鲁瓦区。

## 地理
阿雷勒（48°3'0"N, 4°16'33"E）面积14.36 平方千米，位于法国大東部大區奥布省，该省份为法国中北部省份，北起马恩省，西接塞纳-马恩省，西南至约讷省，东南至科多尔省，东临上马恩省。
与阿雷勒接壤的市镇（或旧市镇、城区）包括：阿维雷-兰热、帕尔格、波利索、波利西、普拉兰、维勒莫里安、维利耶苏普拉兰。

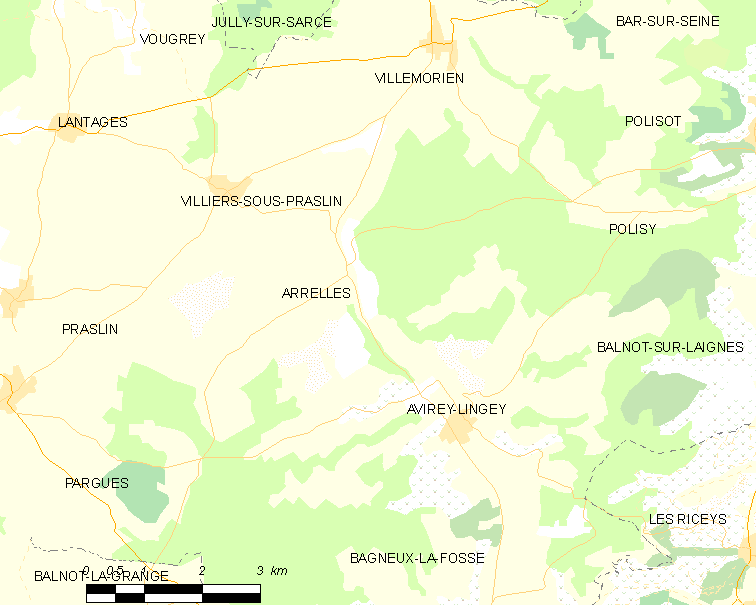
阿雷勒的OSM定位图

阿雷勒的时区为UTC+01:00、UTC+02:00（夏令时）。

## 行政
阿雷勒的邮政编码为10340，INSEE市镇编码为10009。

## 政治
阿雷勒所属的省级选区为莱里塞县。

## 人口

1962-2008年间阿雷勒人口变化图示

阿雷勒于2022年1月1日时的人口数量为88人。